# 膜性腎小球腎炎
膜性腎小球腎炎（Membranous glomerulonephritis，MGN），又稱膜性腎病。是一種緩慢進展性的腎臟疾病，患者年齡大多介於30至50歲之間，且患者通常為白人。
該疾病為腎病症候群第二常見的病因，僅次於局灶節段性腎小球硬化症（FSGS）。

## 症狀和徵候
大多數病人會出現腎病症候群的症狀，表現包含白蛋白尿、水腫，血中白蛋白過低等等，有一定比例的患者會合併腎功能惡化。其他症狀包含高血壓和血中膽固醇過高。有些人或許無症狀，而是在尿液篩檢時檢驗出蛋白尿而發現。確診方式必須透過腎臟活體切片。抗PLA2R抗體（anti-PLA2R antibody）具有極高的特異度，對於不適合進行腎臟切片的患者，可以作為替代的診斷方式。

## 病因和分類

### 原發性/特發性
原發性膜性腎病是指不明原因引起的膜性腎炎，約占此疾病的75%，此分型又被稱為特發性膜性腎病。但近年來的研究顯示此類疾病可能與某些自體抗體相關。約有70%的原發性患者帶有抗M型磷脂酶A2受體（PLA2R）的自體抗體，此項發現為膜性腎病的診斷和治療帶來重大突破，且可以透過追蹤血漿中抗PLA2R抗體的濃度來追蹤病情。
2014年，學界發現第二種與膜性腎病相關的自體抗體，抗THSD7A自體抗體，此類患者約占膜性腎病的5-10%，且跟惡性腫瘤相關。後續學界又發現了對抗NELL-1、EXT1/EXT2、PCDH7、HTRA1的自體抗體，可能都與該疾病相關。

### 繼發性
繼發性膜性腎病則是指因為明確已知病因引起的
- 自體免疫性疾病：如紅斑性狼瘡[12]
- 感染：如梅毒、疟疾、乙型肝炎、丙型肝炎、HIV[13]。
- 药物：如卡托普利（captopril）、NSAID、青黴胺（Penicillamine）、丙磺舒（Probenecid）、布西拉明（Bucillamine）、TNF抑制劑、硫普羅寧（Tiopronin）[13]。
- 無機鹽（如金、汞）。[13]
- 肿瘤，特別是和結腸的實體腫瘤。慢性淋巴細胞白血病等血液惡性腫瘤則較為罕見[14]。

## 發病機理
由腎小球中的免疫複合物(immune complex)構造所引起。所述之免疫複合物由在腎小球基底膜(GBM)的抗體到抗原之結合所形成。該抗原可以是基底膜的一部分，或通過全身循環從其他地方沉積下來。

免疫複合體(黑色)在變厚的基底膜上面沉積，在電子顯微鏡下產生所謂「棘與圓頂(spike and dome)」的外觀。

免疫複合物作為一個活化劑觸發C5b-C9補體產生響應，從而在"腎小球上皮細胞"形成膜攻擊複合物(Complement membrane attack complex)(MAC)。如此反過來經由"腎小球系膜細胞"和"上皮細胞"刺激蛋白酶及氧化剂的釋放，破壞毛細管壁並使它們變"漏"(leaky)。此外，上皮細胞也似乎分泌未知介質來降低腎病蛋白(nephrin)的合成和分配。

## 形態學
的定義點為沿著腎小球基底膜(GBM)的"上皮下免疫球蛋白沉澱"(subepithelial immunoglobulin-containing deposits)來呈現。
- 通過光學顯微鏡，觀察到腎小球基底膜瀰漫性增厚。利用MPAS染色(瓊斯染色法/Jones' stain)，在GBM似乎有"棘刺"(spiked)或"多孔"(holey)的出現。
- 關於電子顯微鏡，偎依著腎小球基底膜的皮下沉積物似乎是增厚的原因。另外，足細胞失去它們的足突。隨著病情的發展，沉積物最終將被清除，留下在基底膜上的空腔。這些空腔之後將要填充類基底膜的物質，如果病情繼續發展，腎小球將變為"硬化"(scleros)、最後變成透明(hyaline)。
- "免疫熒光(Immunofluorescence)顯微鏡"將沿著基底膜揭示免疫球蛋白及補體的典型顆粒沉積。[15]

儘管它通常會影響整個腎小球，它可能會在某些情況下只影響部分的腎小球。

## 治療
"繼發性的膜性腎病"的治療是通過"原疾病"的治療來指導。用於治療特發性膜性腎病之治療方法包括免疫抑制藥物、及非特異性的抗蛋白尿的措施。推薦的一線治療法通常包括：环磷酰胺與皮質類固醇交替。

### 免疫抑制治療
1. 皮質類固醇：有一項研究顯示腎功能衰竭進展的預防不需改善蛋白尿，此項研究經過嘗試、結果好壞參半。
2. 苯丁酸氮芥
3. 环孢素[18]
4. 他克莫司(Tacrolimus/FK-506)
5. 环磷酰胺
6. 麥考酚酸莫酯(Mycophenolate mofetil/MMF)

也許，膜性腎小球腎炎最困難的方面是決定病患以免疫抑制療法來治療，而不是簡單的"背景"(background)或"抗蛋白尿"(anti-proteinuric)療法。這個難度很大的一部分是由於缺乏預測哪些人會發展為終末期腎臟疾病的能力，或腎臟疾病嚴重到需要透析。由於上述藥物進行的風險，治療不應該未對"風險/收益"方面的深思熟慮而開始。值得注意的是，僅用糖皮質激素(典型如強的松)收效甚微。它們應結合其它5種藥物之一、其中每種組合配合強的松，已經顯示出減緩膜性腎病進展上的一些收效。必須牢記的是、除强的松之外，然而5種藥物中的每一種均需承擔他們自己的風險。
治療膜性腎病的雙重目標首先是促使腎病綜合徵緩解，二來防止終末期腎功能衰竭的發展。一項以四個隨機對照研究比較膜性腎病的治療之薈萃分析表明，治療配方含有苯丁酸氮芥或环磷酰胺、以單獨或配合類固醇來使用，比在促使腎病綜合徵緩解上之"對症治療"(symptomatic treatment)或僅以類固醇治療更有效。

## 預後
大約三分之一的患者具有"自發緩解"(spontaneous remission)；另外三分之一進展至需要透析；而最後三分之一持續有蛋白尿，無腎功能衰竭的進展。

## 術語
密切相關的兩個術語"膜性腎病變"和"膜性腎小球病(glomerulopathy)"兩者均指向一相似的病症"叢集"(constellation)，但沒有"炎症的假設"一説。
膜性腎炎(其中炎症是隱含的，但沒有明確提到腎小球)是不常見的，但該短語偶爾會看到。這些條件通常被認是在一起的。
與此相反，膜增生性腎小球腎炎也有類似的名稱，但被認為是有一個明顯不同因果關係的不同條件。「"膜增生性腎小球腎炎"包括基底膜(GBM)及"系膜"，而"膜性腎小球腎炎"涉及的是基底膜而不是系膜」。("膜增生性腎小球腎炎"有另一名稱"系膜毛細管性腎小球腎炎"(mesangiocapillary glomerulonephritis)，強調其"系膜"的特性)